# Дорошенко Світлана Тимофіївна
Світлана Тимофіївна Дорошенко (11 листопада 1937, Скадовськ, Херсонська область — 5 грудня 2013, Севастополь) — літературний критик, публіцист.

## Біографія
Народилася 11 листопада 1937 року в Скадовську на Херсонщині у робітничій родині.
1951 року закінчила восьмирічну школу і поступила на навчання в Первомайське педагогічне училище. В 1955 році здобула професію учителя початкових класів. Трудову діяльність розпочала в Маншуровській початковій школі. З 1957 по 1961 рік працювала в Березовській школі-інтернаті для сиріт та навчалась на заочному факультеті філології Одеського національного університету. З 1964 року довгий час працювала у Торезі Донецької області учителем української та російської мови і літератури.
З 1997 року у Севастополі розпочала свою громадську діяльність у міському об'єднанні Всеукраїнського товариства "Просвіта: спочатку спеціальним кореспондентом газети «Дзвін Севастополя», а потім заступником головного редактора. Обиралась членом ради об'єднання «Просвіта», членом правління, а з 2011 року відповідальним секретарем, заступником голови об'єднання.
Член Севастопольської української літературної спілки (2002), а з (2003) - її голова. Постійний голова журі міського конкурсу «Юні поети». Ініціатор створення Севастопольського видавництва «Просвіта», а з 2012 року технічний редактор цього видавництва, займалась коректурою книг. Серед просвітян і літераторів здійснювала навчання з культури української мови.
Світлана — учасник громадсько-політичних процесів, пов'язаних з низкою форумів, конференцій і мітингів у Севастополі. Неодноразово делегувалась до Києва для участі в з'їздах громадськості, призначалась на відповідальні посади до виборчих комісій.
Створила власний доробок лекцій з життя і творчості видатних письменників України, здійснила низку публікацій в газетах «Слово Просвіти», «Нація і держава», «Кримська світлиця», «Дзвін Севастополя» та видала книгу з літературної критики «Творчість Володимира Чорномора».
Вона неодноразово заохочувалась грамотами управлінням освіти і управлінням культури Севастопольської державної адміністрації, а також низкою відомчих почесних грамот, дипломів та відомчих відзнак «Ветеран праці», «90 років прапору України», «Будівничий України».
Померла 5 грудня 2013 року в Севастополі. Похована на цвинтарі Первомайська Миколаївської області.

## Творчість
- «Творчість Володимира Чорномора» (2013) [Архівовано 29 березня 2019 у Wayback Machine.]
- Книга присвячена 60-ти річному ювілею Володимира Чорномора, українського письменника, члена Спілки письменників України, заслуженого діяча мистецтв України.